# Ontology Inference Layer
OIL (Ontology Inference Layer ou Ontology Interchange Language) pode ser vista como uma infra-estrutura de ontologia para a Web semântica. OIL é baseada em conceitos desenvolvidos de Lógica descritiva (DL) e sistemas baseados em frames e é compatível com RDFS.
Muito do trabalho na OIL, atualmente, foi incorporado na OWL (Web Ontology Language).